# Corpo militare
Un corpo militare è una struttura facente parte delle forze armate e costituita per la difesa dello Stato al fine di garantirne l'indipendenza, l'integrità territoriale e la sovranità nazionale.
Nell'ordinamento militare italiano si definisce il termine Corpo come "il complesso di persone che formano un organismo istituzionale con determinate funzioni ed attribuzioni" (Corpo della Guardia di Finanza, ecc.) ovvero come "il complesso di personale militare di una Forza Armata, di massima iscritto in appositi ruoli organici e preposto ad una specifica branca tecnica o logistica dell'attività militare" (Corpo degli Ingegneri, Corpo della Sanità e Veterinario, Corpo di Amministrazione e Commissariato).

## Storia
L'espressione corpo in ambiente militare ha tradizioni molto antiche. In origine veniva usata per indicare, in generale, ogni schiera di gente armata agli ordini di un unico comandante. Nell'esercito bizantino, ad esempio il corpo era l'insieme di due o tre turmae, comandate da uno stratega, per un totale di 4.000 - 6.000 uomini.
In questo senso generico anche oggi si sente parlare di corpo di spedizione ovvero di corpo armato.
Il concetto di «corpo» viene enunciato anche da Niccolò Machiavelli nella sua opera Dell'arte della guerra, libro III, dove, disquisendo dell'ordine manipolare in contrapposizione con l'ordine falangitico, afferma ...che quel corpo avesse vita, che avesse più anima, e fusse composto di più parti, in modo che ciascheduna di per sé stessa si reggesse.
In Italia, dopo il 1860, l'Armata sarda si trasformò nel Regio Esercito che era composto – e lo è restato sino agli anni settanta del XX secolo – dalle armi di Fanteria, Cavalleria, Artiglieria e Genio. A loro volta queste armi erano composte da corpi (nella Fanteria, i Granatieri di Sardegna, i Bersaglieri, gli Alpini, ecc.) che più propriamente erano specialità, come tali sono per l'Artiglieria quella da montagna, contraerea, anticarro, ecc.
Alle armi si affiancavano i corpi logistici: così si aveva il Corpo di amministrazione, quello di Commissariato, quello Automobilistico, quello Sanitario, quello di Assistenza Spirituale e quello della Giustizia Militare.

## Caratteristiche
All'interno di una forza armata, oltre a distinguere corpi tecnici e specialistici nell'esercito quali quello di sanità e veterinaria, del commissariato, o degli ingegneri, nella marina come il Corpo delle capitanerie di porto e  quello del genio navale o nell'aviazione come il Genio aeronautico, con questo termine possono essere designate anche singole specialità delle armate di terra: il corpo dei bersaglieri, il corpo degli alpini, il corpo della Legione straniera.
Anche gli Stati più piccoli, a garanzia visibile della propria indipendenza dispongono di apparati militari, come ad esempio la Repubblica di San Marino con i corpi Militari Volontari Uniformati e lo Stato della Città del Vaticano con il corpo della Guardia Svizzera Pontificia. Anche l'Associazione dei cavalieri italiani dell'Ordine di Malta (ACISMOM) ha un Corpo militare speciale ausiliario dell'Esercito Italiano (il Corpo militare E.I.-S.M.O.M.), così come il Corpo militare volontario della Croce Rossa Italiana, che è però ausiliario di tutte le forze armate.
Ulteriori valenze sono connesse all'istituto giuridico di corpo militare da parte dell'ordinamento disciplinare delle Forze armate, da parte della legge penale militare e ordinaria nonché da parte dell'araldica.

### Corpo di polizia
All'interno dei Corpi armati dello Stato, si differenziano i corpi civili di Polizia, organizzati gerarchicamente ma non militarmente, come ad esempio in Italia il Corpo Forestale dello Stato (soppresso nel 2016), il Corpo della Polizia Penitenziaria, o la Polizia di Stato (precedentemente Corpo delle guardie di P.S.), oppure, nella Città del Vaticano, la Gendarmeria vaticana, in Francia la Police nationale ed in Spagna il Cuerpo Nacional de Policía.
Il termine può essere utilizzato anche per indicare organismi che, pur essendo inseriti organicamente nell'ambito di altri Ministeri sono parte integrante delle forze armate e svolgono funzioni sia di difesa che di polizia e di gendarmeria. Sono ad ordinamento militare, soggette perciò alla disciplina e alla legge penale militare, come il corpo italiano della Guardia di Finanza, e in Spagna la Guardia Civil. In questo caso ciò sta a significare che il corpo svolge sia compiti di polizia e per quanto riguarda lo status militare concorre nella difesa militare del territorio e alle missioni militari internazionali di pace in concerto alle altre forze armate.

### Corpo di spedizione
Un corpo di spedizione, invece, è un'unità temporanea, che raccoglie appartenenti a forze armate, armi, corpi o specialità diversi, riuniti sotto un unico comando, per lo svolgimento di un medesimo compito o missione all'estero.

## Il comando di corpo
Il comando di corpo è uno specifico reparto militare che ha funzioni di comando operativo, logistico, amministrativo e disciplinare.  Questa locuzione assume tuttavia significati differenti a seconda del contesto normativo in cui è inserita e a seconda della tipologia di corpo militare a cui si riferisce, così come possono variare le funzioni e le prerogative attribuite a tale comando. Per questi motivi il concetto di comando di corpo è esso stesso controverso.

## Gli stemmi araldici dei corpi

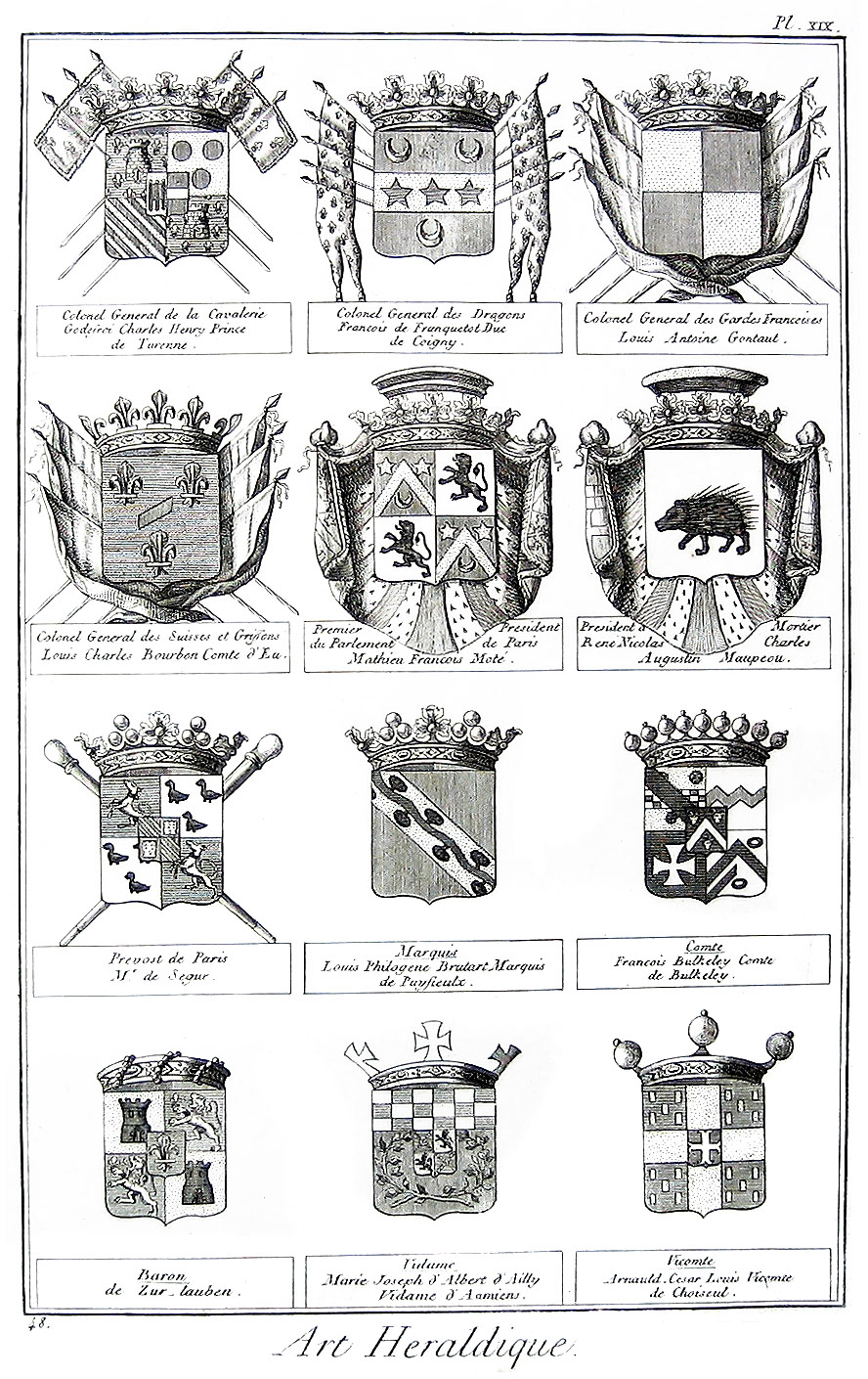
D. Diderot - Parigi, 1776, esempi di stemmi.

Gli stemmi araldici dei corpi militari, e quindi l'araldica militare,  costituiscono una branca molto importante della Scienza dell'Araldica.

### Italia
La tradizione è molto forte e sentita ed ha radici antiche: la dottrina infatti è ben documentata e ricca di fonti, tra le quali si possono ricordare gli stemmi concessi ai Reggimenti da Vittorio Amedeo II, i bozzetti degli stemmi napoleonici, gli stemmi dei Reggimenti del Regno d'Italia, la circolare del Ministero della guerra n. 55619 del 4 luglio 1939, lo stemma dell'Accademia Militare del 1950, la circolare sugli elmi e fregi per stemmi dei Corpi n. 210 del 1950 sino alla circolare del 1987 voluta dal Presidente della Repubblica Francesco Cossiga.
Un principio costante nell'araldica militare italiana dal dopoguerra in poi prescrive che: "I Corpi che hanno diritto a fregiarsi di uno stemma sono tutti quelli forniti di una Bandiera militare". Tale principio è stato posto a base anche della più recente circolare SME -121, in data 9 febbraio 1987 che, tra l'altro, eliminò tutti i fregi d'arma, specialità e corpo dagli stemmi araldici sostituendoli con l'unico simbolo della "corona turrita". La disposizione prevede che "... lo stemma sarà composto da tre parti: scudo, corona turrita, ornamenti...".
Lo stemma araldico viene concesso ai Corpi con Decreto del presidente della Repubblica previa istanza del Comandante del Corpo avente diritto sia allo Stato Maggiore di Forza armata / Comando Generale sia alla Presidenza del Consiglio dei ministri.